# هاربو
هاربو (به دانمارکی: Haarby) یا هوربو (به دانمارکی: Hårby) یک منطقهٔ مسکونی در دانمارک است که در شهرداری آسنس واقع شده‌است. هاربی ۲٬۴۶۲ نفر جمعیت دارد.